# Dead Silence
(La filastrocca)
Dead Silence è un film del 2007 diretto da James Wan, con protagonisti Ryan Kwanten, Donnie Wahlberg e Amber Valletta.

## Trama
In una normale serata, i coniugi Jamie e Lisa Ashen ricevono nella propria abitazione un pacco anonimo con all’interno una misteriosa e inquietante marionetta da ventriloquo di nome Billy. Quando la sera stessa Jamie rientra in casa dopo essere uscito per prendere la cena, trova il corpo senza vita di Lisa con la lingua strappata e Billy sul pavimento, vicino al cadavere. Immediatamente sospettoso dello strano pupazzo, Jamie cerca subito indizi e scopre che questo apparteneva a Mary Shaw, una terrificante ventriloqua che viveva nella sua città natale, Ravens Fair.
Tornato nella sua cittadina natale, Jamie va a trovare suo padre Edward, che non vede da anni; nella sua lussuosa residenza, scopre che l'anziano uomo è costretto su una sedia a rotelle ed è in compagnia della sua terza moglie, Ella. Edward ed Ella gli ricordano di una filastrocca che riguarda Mary Shaw, ricordata come un'assassina con l'abitudine di tagliare la lingua alle sue vittime e alla quale è possibile sfuggire solo evitando di gridare. Dopo il funerale di Lisa, Jamie va a cercare la tomba di Mary Shaw, che scopre essere seppellita con i suoi pupazzi. Marion, moglie di Henry Walker (impresario di pompe funebri) e in apparenza mentalmente invalida, lo avverte del pericolo delle marionette di Mary Shaw; così Jamie si rende conto di dover seppellire Billy, che invece trova dissotterrato. Lo fa, ma subito dopo ritrova il pupazzo nella sua stanza assieme all'agente Lipton, un detective che sospetta del giovane fin dall'inizio. Jamie, già infastidito dalla continua presenza del detective, gli racconta della filastrocca e di Mary Shaw, ma Lipton è scettico. La mattina dopo, approfittando della vicinanza della stanza dello stesso motel, Jamie ruba il pupazzo al detective e lo porta a Walker.
Parlando con Henry, scopre che nel suo testamento la ventriloqua aveva lasciato scritto che i pupazzi fossero sepolti insieme a lei e di trasformare il suo corpo in quello di un pupazzo da ventriloquo. Successivamente, Jamie va a indagare nel vecchio teatro, completamente abbandonato e in rovina, e trova il camerino di Mary Shaw; trova inoltre un vecchio libro che riporta i dati per creare il pupazzo perfetto. 
Intanto, Billy si trova ancora a casa di Walker e quest'ultimo scopre la moglie dialogare con la marionetta. Henry, ritenendo l'oggetto maledetto, lo toglie dalle sue mani e tenta di liberarsene. Mentre l'impresario si trova nella stanza accanto sente la voce della moglie provenire dal sotterraneo: sapendo che aveva già l'abitudine di andarsi a nascondere lì sotto, crede che sia lei e la prega di uscire e si scusa per aver alzato la voce poco prima. In realtà colei che lo sta chiamando non è la moglie, bensì Mary Shaw che ne sta imitando la voce per rendergli una trappola; nonostante i numerosi richiami di Henry, infatti, Marion non esce, perciò il marito va a cercarla, ma non la trova. Mentre Henry si trova nel sotterraneo, la botola si chiude inspiegabilmente e si sente una voce che dice: "Ciao, Henry!". L’anziano, spaventato, si gira a controllare, ma l'unica cosa che nota è una mano che spunta dietro una colonna della stanza e subito dopo il volto di Mary Shaw di fronte al suo. L'impresario, terrorizzato e in trappola, urla: lo spettro, dopo un'inquietante sorriso, lo uccide strappandogli la lingua, esclamando: "Ora la tua voce è mia, Henry!", e la botola si apre. 
Jamie ritorna dal padre e viene a sapere che molti anni prima un bimbo di nome Michael, che era un suo prozio, era misteriosamente scomparso e che Mary, ritenuta responsabile del fatto, era stata uccisa per vendetta dalla sua famiglia. Mary, prima di morire, era stata costretta a urlare e poi le era stata recisa la lingua. Successivamente, però, gli uomini coinvolti erano stati ritrovati, uno a uno, morti con la lingua strappata e la stessa sorte era toccata alle mogli, ai figli e ai figli dei loro figli. Così Edward dice a Jamie che Mary Shaw tornerà per uccidere anche loro e che era questo il motivo che lo aveva spinto ad allontanarlo da sé, cercando solo di proteggerlo.
Jamie decide quindi di affrontare Mary nelle rovine di quello che fu il suo teatro e ci va insieme a Lipton, ancora scettico. Qui i due rinvengono con sorpresa e orrore il cadavere del bimbo scomparso, scoprendo che Mary, ossessionata dall'idea di costruire un pupazzo perfetto, lo aveva rapito per usare il suo corpo a tale fine. Mary si manifesta e i due capiscono che essa vive e uccide attraverso i suoi pupazzi. Quindi, dopo averli distrutti tutti e aver dato fuoco al teatro, fuggono; nella fuga, il Detective Lipton perde però la vita. Jamie torna a casa del padre, deciso a distruggere l'ultimo pupazzo rimasto, cioè quello che aveva ucciso la moglie. L'uomo però scopre che Ella è in realtà il pupazzo perfetto di Mary creato con le parti del corpo di Michael e che il corpo di suo padre, morto da anni, dopo essere stato trasformato in un pupazzo, era stato usato da Mary per ingannarlo. Jamie quindi, sopraffatto, grida per l'orrore e viene ucciso da Mary.
Il film finisce mostrando un libro con all'interno tutte le foto dei personaggi morti e trasformati in pupazzi, mentre si sente la famosa filastrocca. Alla fine la mano di Mary Shaw chiude il libro.

## Citazioni e curiosità
- Quando Jamie si ritrova di fronte alla teca contenente tutti i pupazzi della ventriloqua e si avvicina a un clown posto su una sedia a dondolo è possibile vedere in un angolo Billy, il pupazzo di Saw, film sempre diretto da James Wan.
- Su YouTube è visibile un finale alternativo del film, nel quale dopo la scoperta di Jamie su Ella (dove c'è anche un flash-black in cui Ella è incinta e dopo una litigata viene buttata giù dalle scale dal marito, perdendo il suo bambino), la stessa Ella gli dà un colpo in testa e sviene. Una volta ripresosi si ritrova legato su un divano per scattare una foto insieme a lei, alla moglie e al padre morti.